# Bradleyho efekt

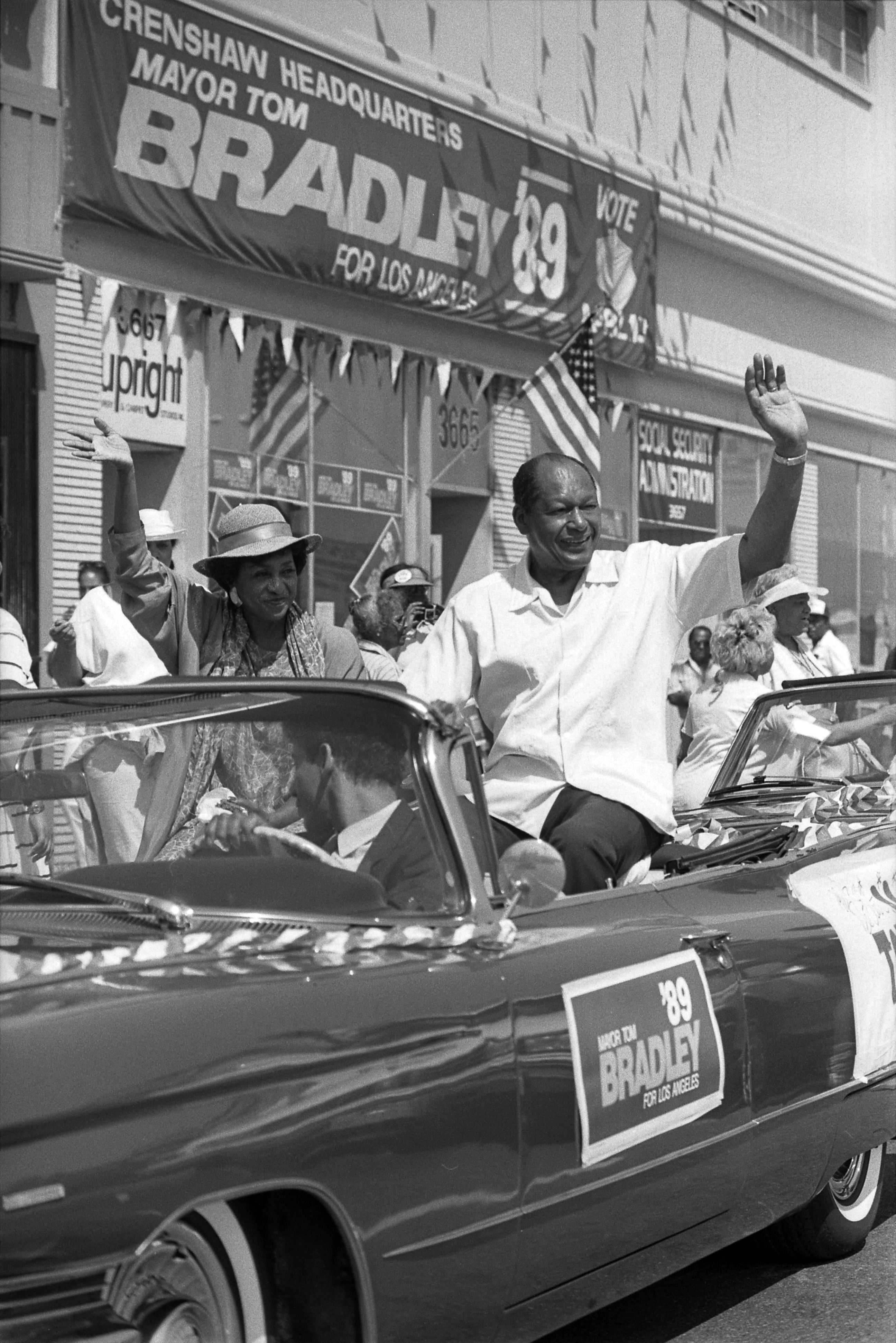
Tom Bradley s herečkou Marlou Gibbsovou (1989)

Bradleyho efekt (někdy Bradleyův efekt) (angl. Bradley effect, někdy též Wilderův efekt – Wilder effect) je jev, ke kterému může dojít při volbě mezi dvěma kandidáty, z nichž jeden je bílé a druhý tmavé pleti. Spočívá v tom, že v předvolebních průzkumech se značná část bělochů vysloví pro podporu kandidáta tmavé pleti, ale nakonec dají přednost bělochovi. To, že v předvolebním průzkumu preferovali černocha, udělali (vědomě či nevědomě) proto, aby nebyli obviněni z rasistického smýšlení.
Bradleyho efekt získal svůj název na základě volby guvernéra Kalifornie z roku 1982 mezi Afroameričanem Tomem Bradleym a bělochem Georgem Deukmejianem, kdy se Bradley těšil vysoké předvolební podpoře, ale nakonec prohrál.
V souvislosti s americkými prezidentskými volbami v roce 2008 někteří novináři spekulovali, nakolik se projeví i v případě kandidatury Baracka Obamy.